# Ophion longaevus
Ophion longaevus är en stekelart som först beskrevs av Oswald Heer 1850.  Ophion longaevus ingår i släktet Ophion och familjen brokparasitsteklar. Inga underarter finns listade i Catalogue of Life.